# Pindaí
Pindaí är en kommun i Brasilien.   Den ligger i delstaten Bahia, i den östra delen av landet, 600 km öster om huvudstaden Brasília. Antalet invånare är 15 629.
Omgivningarna runt Pindaí är huvudsakligen savann. Runt Pindaí är det glesbefolkat, med 20 invånare per kvadratkilometer.